# Marta Soto
Marta Soto (Punta Umbría, Huelva, 15 de noviembre de 1996) es una cantante y compositora española. Es mayormente conocida por su canción «Quiero verte» —que hizo aparición en el programa de televisión Supervivientes— y por el cantante Alejandro Sanz, quien la recomendó para sustituirle en el programa El Hormiguero, emitido por Antena 3.
En 2013 comenzó a publicar versiones de canciones famosas a través de SoundCloud, pero debido a su baja audiencia, migró a YouTube al año siguiente. Realizó varios covers en su canal y se volvió popular allí por sus versiones de los sencillos «Pedacitos de Ti» de Antonio Orozco y «A que no me dejas» de Alejandro Sanz. Este último, se hizo muy popular y llamó la atención de Vanesa Martín, Pablo Alborán y del mismo Sanz, quienes recomendaron su trabajo a través de redes sociales. Durante ese año, comenzó a realizar canciones de propia autoría y dejó de lado las versiones. Más tarde y a pedido de Alejandro Sanz, Soto le reemplazó durante una presentación en el talk show El hormiguero, donde su popularidad se disparó. Tras esto, firmó un contrato de publicación con Warner Music España, con quienes publicó dos extended plays en 2017: Ya lo sabes y Quiero verte. Al año siguiente publicó su álbum debut Míranos, que consiguió ser el álbum más vendido de España en su primera semana de lanzamiento. En 2020, publicó un extended play de tres canciones titulado Como nos miraba el mundo.
Trabajó con varios artistas del panorama musical actual, tales como Blas Cantó, Dani Fernández, Funambulista, Despistaos, Miriam Rodríguez entre otros. Soto es considerada por varios medios como «la nueva promesa de la música en español».

## Vida y carrera

### Niñez e inicios artísticos (1996-2013)
Marta Soto nació el 15 de noviembre de 1996 en Punta Umbría, un municipio de la provincia de Huelva, Andalucía. Creció en una familia de músicos: Su padre era compositor de sevillanas y canciones flamencas, su abuela era cantante y sus tíos participaron en varias agrupaciones de carnaval. De pequeña y por influencias de su familia paterna, desarrolló una pequeña afición por el baile, pero Marta se limitaba únicamente a bailar en su hogar. Más tarde, comenzó a tener gusto por la guitarra acústica de su padre, que tocaba cuando este se iba a trabajar. Para aprender a tocarla correctamente, empezó a tomar clases a través de internet. En 2013 y, tras tomar clases de canto, conoció SoundCloud, una plataforma de distribución de audio de origen sueco. En esta, comenzó a publicar versiones propias de canciones famosas, siendo «Stay» de Rihanna la primera de ellas —el cover contó con la producción de Ale Villanueva—. Soto publicó allí hasta diciembre de ese mismo año y, debido a su baja audiencia, abandonó su cuenta tras publicar una versión de la canción «Voy a comerte» de Pereza.

### Míranosy éxito nacional (2014-2018)
Al año siguiente y, con el apoyo de su hermano, abrió una cuenta de YouTube donde comenzó a publicar sus versiones, esta vez con sesiones grabadas en video. Efectuó la publicación de su primer video el 28 de agosto, donde versionó la canción de Rozalén, «Saltan chispas». Continuó publicando varios covers de canciones hispanas, entre ellas, «Tan Solo Tú» de Manuel Carrasco y «Por Fin» de Pablo Alborán, sin embargo, su popularidad en la plataforma se disparó con el lanzamiento de su versión a la canción «Pedacitos de Ti» de Antonio Orozco, que se hizo con más de dos millones de visitas en poco más de dos años y medio. Debido a la popularidad que generó en su canal de YouTube, fue descubierta por el productor gaditano Daniel Ruiz, quien le ofreció sus servicios como músico y alentó a componer sus propias canciones, por lo que, en febrero de 2015, publicó su primera canción de propia autoría: «Te encuentro». Meses después ofreció su primer concierto en vivo, llevado a cabo en un bar de su pueblo llamado África en abril. Continuó realizando versiones de canciones famosas en su cuenta de YouTube y, el 16 de septiembre, publicó un cover de «A que no me dejas», un sencillo de Alejandro Sanz para su álbum Sirope. Esta versión de Marta consiguió mucha popularidad en las redes, por lo que llegó a oídos de Vanesa Martín, Pablo Alborán y del mismísimo Sanz, quienes recomendaron a la cantante a través sus redes sociales.

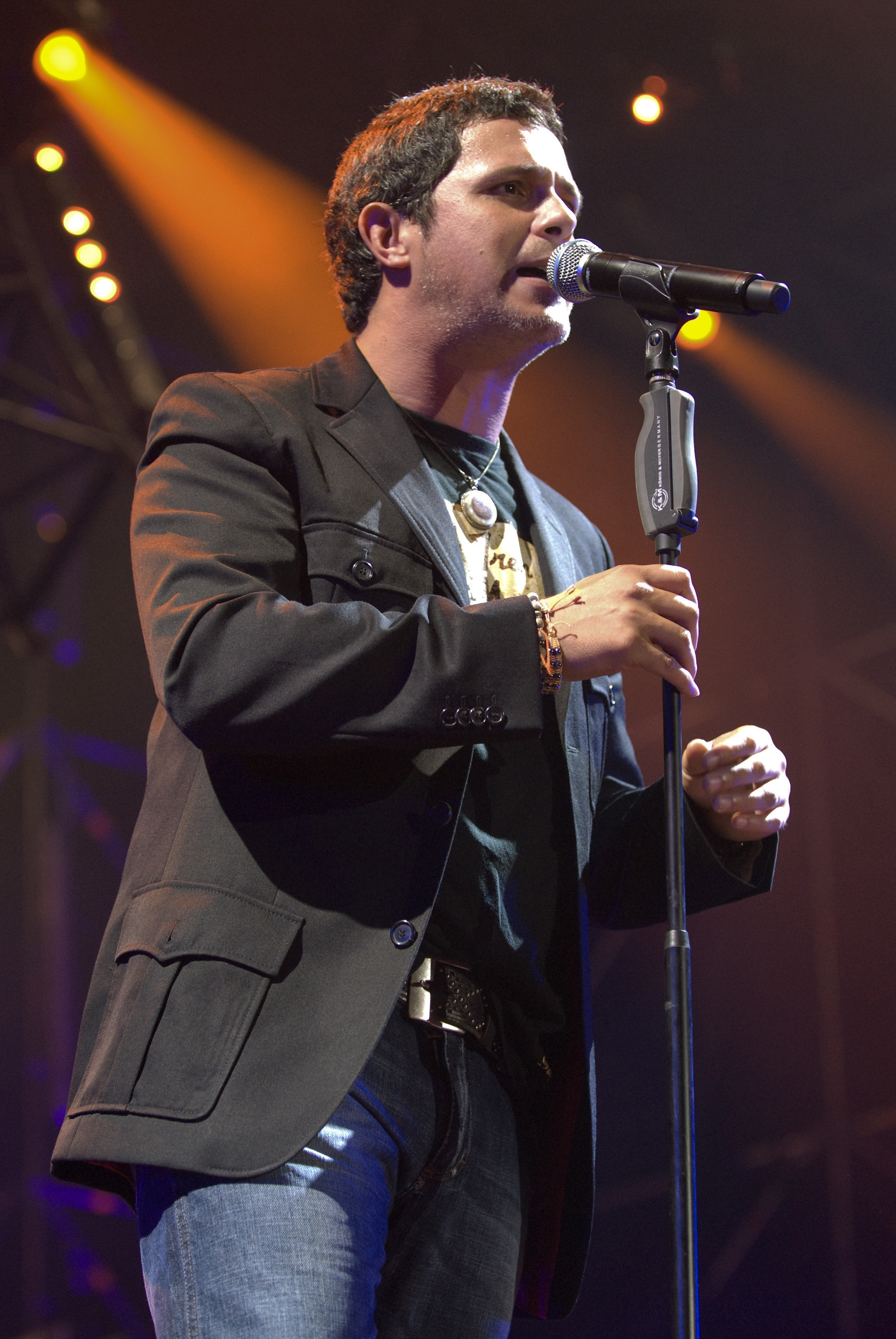
Alejandro Sanz (fotografía) pidió a Marta Soto que le reemplazara en el talk show El hormiguero.

En 2016, realizó algunos lanzamiento a través de su canal de YouTube antes de que fuese invitada al talk show de Antena 3, El hormiguero. Originalmente, se invitó al músico Alejandro Sanz a tocar en el programa, pero este tuvo que cancelar debido a que se encontraba en América del Sur realizando conciertos para su gira Sirope World Tour. No obstante, el cantante decidió acudir a Soto para que actuase como reemplazo. El programa se llevó a cabo el 18 de abril y cantó «A que no me dejas» de Sanz. Este último la presentó a través de un video pregrabado, donde comentó que ella es «artistas que hay que apoyar» y que era «de los valores más grandes»: «Hace unos días escuché una versión de «A que no me dejas» hecha por una niña que se llama Marta Soto y creo que el mejor regalo que puedo haceros es presentárosla, que la escuchéis». El programa consiguió gran repercusión y, por esta razón, la cantante llegó a los oídos del sello discográfico Warner Music España, quien decidió ficharla. En una entrevista con ABC comentó que, después de cantar en El hormiguero, «sus redes sociales pegaron un subidón tremendo». Con Warner Music España, Soto publicó dos extended plays entre mayo y octubre de 2017: Ya lo sabes (26 de mayo) y Quiero verte (13 de octubre) cuyo videoclip fue rodado en diferentes ubicaciones del municipio de Castrillón (Asturias) según declaraciones a una entrevista en Cadena Dial. También empezó a sonar en la radio fórmula de Cadena Dial.  Durante la primera mitad de 2018, efectuó el lanzamiento de varias versiones acústicas de canciones propias, entre ellas «Míranos», «Por si regresas» y «Me contradigo». No obstante, en la segunda mitad de este, lanzó el sencillo «Un sueño compartido» (6 de julio), que fue elegida como la canción oficial de la selección femenina de baloncesto española para disputar la Copa Mundial de 2018, con sede en Tenerife, España. La canción recibió un videoclip oficial, que contó con la presencia de las jugadoras de dicha selección y fue grabado Colegio Corazonistas de Madrid. Unos meses más tarde y, con el soporte de Warner, publicó su álbum debut Míranos (31 de agosto). Este proyecto de doce canciones contó con canciones anteriormente publicadas —tanto de manera oficial, como en versiones acústicas—, además de la participación de Julia Medina y Blas Cantó. El álbum fue un éxito comercial y, en su primera semana, se posicionó en el primer puesto de los álbumes más vendidos de España, superando a Sweetener de Ariana Grande y Love Yourself: Answer de BTS. Más tarde, trabajó como coescritora en las canciones «Oye» y «Desprevenida», hechas para el álbum Oxígeno la cantante Malú. Para cerrar el año, entre el 19 y 20 de diciembre, trabajó en dos canciones con el músico Daniel Fernández Delgado —conocido también como Dani Fernández—: «Por si regresas» (19 de diciembre) y «No Te Pido Que Vuelvas» (20 de diciembre). La primera de estas, «Por si regresas», es una reversión de una canción de Soto que hizo aparición en su álbum debut. La segunda, «No te pido que vuelvas», es una canción original de Dani Fernández. Sobre esta última, Laura Hernández de HappyFM comentó que «No te pido que vuelvas» es «una unión brillante que ha logrado emocionar a miles de personas en cuestión de horas».
En marzo de 2019 recibió un Premio Dial de la emisora de radio Cadena Dial

### Como nos miraba el mundo(2019-2020)
En junio de 2019, Soto anunció una reedición para su álbum Míranos. Esta segunda versión, lanzada el 5 de julio, trajo consigo dos CD: El primero de estos, trajo consigo las canciones que se encontraban en la primera edición del álbum, mientras que en el segundo habían versiones acústicas de varias canciones de Míranos, además de sencillos publicados en su canal de YouTube, como «Huracán». Con la reedición de Míranos como último lanzamiento, publicó el 13 de febrero de 2020 la canción «Hoy en el metro» junto con un videoclip que trata sobre «una historia de amor pasada entre dos mujeres». Soto comentó durante una entrevista con  Cadena Dial que este sencillo «cuenta un poco eso que nos ha pasado a todos», ya habla de «cuando uno confunde a una persona con otra, por estar deseando verla»: «Nació un poco ahí, de la confusión. Fue real y me pasó en el metro. Paré a otra persona, a otra chica, y pensé que eso tenía que hacerlo canción». En abril, colaboró en el sencillo de Isma Romero «Todo Lo Importante» que, en palabras de Marta, «habla de todas las emociones que, en algún momento de nuestras vidas, nos hicieron sentir vivos». Además, Romero comentó durante una entrevista que «por buscarle nombre a ese infinito decidí ponerle «Todo lo importante». Pude comprobarlo en la piel cuando compartí la canción con un ser de luz y talento brillante como es mi amiga Marta Soto». A mitad de ese mes, Soto compartió un pequeño extended play de tres canciones: Cómo nos miraba el mundo (24 de abril), su primer EP desde el lanzamiento de Quiero verte en 2017. Este proyecto, contó con la anteriormente lanzada «Hoy en el metro» y dos canciones nuevas por parte de la artista. Más tarde, en el mes de junio, colaboró en dos canciones: «La vida de antes» y «Cada dos minutos». La primera de estas, «La vida de antes» es una canción del grupo murciano Funambulista, mientras que la segunda, «Cada dos minutos», es una canción de la banda guadalajareña Despistaos.
| «La malagueña no ha parado de triunfar desde que este le dio a conocer a través de las redes sociales. Otros artistas de la talla de Vanesa Martín, India Martínez o Blas Cantó han colaborado con ella y han quedado prendados de su dulce voz. La carrera de Marta Soto es corta, pero ya cuenta con un álbum de estudio».—Cadena 100. |

A finales de julio, Soto publicó la canción «Podrás contar conmigo», que está dedicada a su productor musical Daniel Ruiz, quien estaba pasando por un bajo estado anímico: «Te quiero, amigo. Sabes que siempre podrás contar conmigo». Tras el lanzamiento de esta, HappyFM realizó una nota en la ovacionó tanto el trabajo realizado como la carrera de la cantante: «Marta Soto es una de las artistas españolas más importantes de todos los tiempos. No solamente brilla con luz propia a la hora de interpretar canciones, sino también cuando las compone». En la nota, la revista demostró admiración por Marta a la hora de «plasmar sentimientos en sus temas, logrando así que muchísimas personas en todo el mundo se identifiquen con sus historias». El 23 de octubre lanzó, junto con un videoclip —realizado por BePart y coprotagonizado por Lara Veliz—, el sencillo «Volvería» que habla de «la historia de un amor deseado y a la vez frustrado, cuya magia se sigue sintiendo en nuestros más sinceros deseos». Carlos Rerucha de Cadena Dial, comentó que el medio estaba «orgulloso de ella y de todas las historias que nos cuenta a través de la música», además de apreciar el videoclip que, en sus palabras, «derriba tabúes y ensalza el amor sin etiquetas»: «No nos puede gustar más. Gracias por visibilizar, por incluir y por crear». Finalmente, realizó una colaboración con David Otero para cerrar el año: «Castillo de Arena», un dueto publicado el 18 de diciembre junto con un videoclip —dirigido por Óscar Fernández— grabado en una playa, que «representa al Dios de la naturaleza».

### Todo Lo Que Tengo (2021-2022-2023)
En octubre de 2021 presenta un single "Dirás" 
En enero de 2022 presenta "Si Fuera Por Mí" su nuevo single.
En marzo de 2022 saca un single adelanto del nuevo disco: "Te Pienso"
Durante abril, mayo y junio inicia la Gira "Todo Lo Que Tengo" con conciertos en algunas ciudades españolas como Madrid, Barcelona, Bilbao, La Coruña, Valladolid, Sevilla O Valencia.
El 27 de mayo de 2022 sale su nuevo álbum "Todo Lo Que Tengo" 
En verano de 2022 realiza algunos conciertos más sueltos como parte de un Festival o en las fiestas de en localidades como Avilés, Santander, Punta Umbría (Su localidad natal), Alcalá de los Gazules (Cádiz)... y en alguna fecha de Dial al Sol 2022 
Además participó en el programa de TVE Dúos Increíbles, junto a otros artistas que participaron en el programa como Yoly Saa, Solé Gímenez, Pau Alone, Víctor Manuel, Ana Belén, Antonio José... Ella compartió duetos con Ainhoa Arteta, Francisco (Cantante) y Diego Torres 
En 2023 realiza una segunda tanda de conciertos con fechas en Madrid, Barcelona, Sevilla, Granada, Cádiz, Bilbao, San Sebastián... Uno de los más importantes fue el de 24 de marzo de Madrid en la Sala Galileo ya que agotó todas las entradas. Además actuó en eventos de Cadena Dial como los Premios Cadena Dial o Dial Unicxs. También saca singles como "Cómo Me Gusta" lanzado en marzo de 2023.

### Más trabajos (2024-2025)
Mientras trabaja en un nuevo álbum, saca algún single: "Las de Siempre" el 8 de marzo de 2024, "Lo mejor de mí" el 21 de junio de 2024. Ese verano hace algunos conciertos de la mano de Cadena Dial con la Gira Dial al Sol. Más tarde publica un EP: "Paso a Paso" en las que incluye los anteriores singles y otros nuevos como "Mi Lugar Secreto" junto a María Peláe o "No Pediré Perdón" junto al cantautor gallego Andrés Suarez. Además entre febrero y abril de 2025 inicia un tour por algunas salas de conciertos en algunas ciudades españolas y por primera vez en Latinoamérica en Buenos Aires (Argentina). Durante este tiempo saca más singles: "Libertad y Adrenalina" y "Antes de que te marches"

### Estilo musical
La música de Marta Soto es considerada por los medios como música pop fuertemente influenciada por la música flamenco. Debido a que se crio en una localidad de Andalucía, su voz tiene un marcado dialecto andaluz —que resulta bastante popular en el flamenco—, además de ser comparada con la de la cantautora mestiza Niña Pastori. Por otro lado, una de las principales características de la cantante, es el uso de la guitarra acústica en gran parte de su discografía. Según ella, aprendió a tocarla de manera autodidacta a través de internet, es muy especial y la considera su «compañera»: «Estoy obsesionada con ella [su guitarra], es una de mis mayores compañeras y espero que sea así por mucho tiempo».

### Influencias
Las principales influencias de la artista son principalmente de origen español. Según comentó en una entrevista, su padre le enseñó desde muy pequeña la música de Joaquín Sabina: «Sin su música yo no hubiera querido hacer canciones y él es el maestro de la canción». En otras entrevistas, destacó además la influencia que tuvieron sobre su sonido los músicos Pablo Alborán, Alejandro Sanz, Vanesa Martín, Malú, Rozalén y Carmen Boza.

## Discografía
| Álbumes de estudio - 2018: Míranos - 2019: Reedición de Míranos - 2022: Todo lo que Tengo | EP - 2017: Ya lo sabes - 2017: Quiero verte - 2020: Hoy en el Metro - 2020: Como nos miraba el mundo - 2024: Paso a paso |